# Grästorp (gemeente)
Grästorp is een Zweedse gemeente in Västergötland. De gemeente behoort tot de provincie Västra Götalands län. Ze heeft een totale oppervlakte van 281,4 km² en telde 5794 inwoners in 2004.

## Plaatsen
- Grästorp (plaats)
- Salstad
- Flakeberg